# Roger Edens
Roger Edens (Hillsboro, 9 ottobre 1905 – Los Angeles, 13 luglio 1970) è stato un compositore statunitense di colonne sonore cinematografiche.

## Filmografia (parziale)
- Una donna vivace (Vivacious Lady), regia di George Stevens (1938)
- For Me and My Gal, regia di Busby Berkeley - musiche originali (1942)
- Due cuori in cielo (Cabin in the Sky), regia di Vincente Minnelli (1943)
- Canzone pagana (Pagan Love Song) di Robert Alton - musiche originali (1950)

### Produttore
- Jolanda e il re della samba (Yolanda and the Thief), regia di  Vincente Minnelli  (1945)
- I Barkleys di Broadway (The Barkleys of Broadway), regia di Charles Walters (1949)
- Spettacolo di varietà (The Band Wagon), regia di Vincente Minnelli (1953)
- È sempre bel tempo (It's Always Fair Weather), regia di Stanley Donen e Gene Kelly (1955)

## Premi Oscar Miglior Colonna Sonora

### Vittorie
- Ti amavo senza saperlo (1949)
- Un giorno a New York (1950)
- Anna prendi il fucile (1951)

### Nomination
- Piccoli attori (1940)
- Musica indiavolata (1941)

## Premi Oscar Miglior Canzone

### Nomination
- Musica indiavolata (1941)
- Good News (1948)